# 대한민국 지식대상
대한민국 지식대상(大韓民國 知識大賞)은 2012년부터 매년 행정안전부와 매일경제신문사가 행정기관, 공공기관, 민간기업을 대상으로 지식행정과 지식경영의 우수 기관을 선정하여 수여하는 상이다. 1999년 매일경제신문사가 시작한 '지식혁신대상'과 2004년 행정자치부가 시작한 '지식행정대상'을 2012년 통합한 것인데, 2019년까지는 두 기관이 공동으로 주최하였고, 2020년부터는 행정안전부 주최, 매일경제신문사 후원으로 바뀌었다.

## 상의 종류
- 대상: 대통령상
- 최우수상: 국무총리상
- 우수상: 행정안전부장관상
- 특별상: 매경미디어그룹회장상

## 역대 수상기관

### 2023년 제12회 수상기관
- 대통령상: 환경부, 건강보험심사평가원
- 국무총리상: 행정안전부, 특허청, 한국환경공단
- 행정안전부장관상: 부산광역시, 서울 은평구, 충남 서산시, 경상북도 교육청, 국민연금공단, 한국수자원공사, 한국의약품안전관리원, KT&G
- 매경미디어그룹회장상: 국방부(해군제1수리창), 서울 동대문구, 광주 동구, 서울특별시 교육청, 국민건강보험공단, 연천군시설관리공단, 한국지능정보사회진흥원

### 2022년 제11회 수상기관
- 대통령상: 서울 성동구, 한국농수산식품유통공사
- 국무총리상: 제주특별자치도, 충남 서산시, 한국중부발전
- 행정안전부장관상: 서울 종로구, 대구 달서구, 광주 서구, 경상북도 교육청, 공군(39정찰비행단), 신한은행, 제주특별자치도개발공사, 한국환경공단
- 매경미디어그룹회장상: 대구광역시, 대구 동구, 대전 서구, 국민체육진흥공단, 한국남부발전, 한국방송통신전파진흥원, 한국산업인력공단

### 2021년 제10회 수상기관
- 대통령상: 서울 종로구, 건강보험심사평가원
- 국무총리상: 경기 부천시, 서울 성동구, 한국수자원공사
- 행정안전부장관상: 고용노동부 대전지방고용노동청 서산출장소, 국토교통부, 대구광역시, 서울 강동구, 충남 서산시, 수도권매립지관리공사, 한국도로공사, 신한은행
- 매경미디어그룹회장상: 부산광역시, 세종특별자치시, 제주특별자치도, 광주 광산구, 서울 성북구, 한국보건산업진흥원, 신한라이프

### 2020년 제9회 수상기관
- 대통령상: 병무청, 한국수자원공사
- 국무총리상: 경상남도, 서울 관악구, 한국방송통신전파진흥원
- 행정안전부장관상: 부산광역시, 서울 종로구, 제주특별자치도, 국토교통부, 경남 창원시, 한국도로공사, 한국관광공사, 한국보건산업진흥원
- 매경미디어그룹회장상: 특허청, 육군군수사령부, 광주 서구, 대전 서구, 전남 해남군, 부산환경공단, 부산항만공사, 교원

### 2019년 제8회 수상기관
- 대통령상: 서울 성동구, KEB하나은행
- 국무총리상: 제주특별자치도, 대구광역시, 부산항만공사
- 행정안전부장관상: 병무청, 국토교통부, 서울 성북구, 경남 창원시, 서울 마포구, 한국방송통신전파진흥원, 한국국제협력단, 서울시농수산식품공사
- 매경미디어그룹회장상: 특허청, 충남 서산시, 서울 강동구, 대구 달서구, 대전 서구, 한국과학창의재단, 한국보건산업진흥원

### 2018년 제7회 수상기관
- 대통령상: 부산광역시, KT
- 국무총리상: 문화체육관광부, 병무청, SK인천석유화학
- 행정안전부장관상: 국방부 해군보급창, 전라북도, 대구광역시 남구, 서울특별시 성동구, 서울특별시 영등포구, 서울특별시 은평구,  국립생태원, 빙그레
- 매경미디어그룹회장상: 환경부, 강원도 태백시, 경상북도 포항시, 광주광역시 서구, 우리은행

### 2017년 제6회 수상기관
- 대통령상: 충청남도, 포스코
- 국무총리상: 울산광역시, 서울 서초구, KB국민은행
- 행정안전부장관상: 부산광역시, 제주특별자치도, 서울특별시 중구, 경기도 안양시, 충청남도 서산시, 공무원연금공단, 국민건강보험공단, 수도권매립지관리공사
- 매경미디어그룹회장상: 환경부, 서울특별시 강동구, 광주광역시 북구, 경기도 부천시, 강원도 동해시, TK101글로벌코리아, 오픈갤러리

### 2016년 제5회 수상기관
- 대통령상: 병무청, 건강보험심사평가원
- 국무총리상: 경상남도 거제시,  충청남도, 신한은행
- 행정자치부장관상: 경상남도 양산시, 국방부 육군종합정비창, 대구광역시, 울산광역시, 전라북도, 제주특별자치도, 충청남도 서산시, 두산중공업
- 매경미디어그룹회장상: 국토교통부, 서울특별시 강북구, 서울특별시 마포구, 서울특별시 용산구, 전라북도 군산시, 부산대학교병원, 여수광양항만공사

### 2015년 제4회 수상기관[1]
- 대통령상: 환경부, 삼성전자
- 국무총리상: 국방부 해군 정비창,  대구광역시 중구, 건강보험심사평가원
- 행정자치부장관상: 병무청, 충청남도, 충청남도 천안시, 서울특별시 서초구, 경상북도 포항시, 한국철도시설공단, 부산항만공사
- 매경미디어그룹회장상: 국토교통부, 서울특별시 중구, 서울특별시 마포구, 부산광역시 해운대구, 광주광역시 북구, 이지건설, 대전광역시 도시철도공사

### 2014년 제3회 수상기관[2]
- 대통령표창: 충청남도, 희림종합건축사사무소
- 국무총리표창: 관세청, 경기도 의정부시, 제주국제자유도시개발센터
- 안전행정부장관표창: 국방부 해군2함대정비대대, 대구광역시 달서구, 광주광역시 광산구, 전라남도 장흥군, 코스맥스, 한국가스공사
- 매경미디어그룹회장상: 문화체육관광부, 충청북도 진천군, 경기도교육청, 경상북도 구미시, 서울특별시 서초구, 이랜드복지재단, 서울산업진흥원

### 2013년 제2회 수상기관[3]
- 대통령표창: 기상청, 한국수자원공사
- 국무총리표창: 부산광역시 해운대구, 충청남도 서산시, 신한생명
- 안전행정부장관표창: 부산광역시, 서울특별시 송파구, 대구광역시 중구, 한국철도시설공단
- 매경미디어그룹회장상: 경찰청, 국토교통부, 서울특별시 관악구, 교통안전공단
- booz&co. CEO상: 충청남도, 제주특별자치도 서귀포시, 부전전자

### 2012년 제1회 수상기관[4]
- 대통령표창 (대상): 해양경찰청, 현대오일뱅크
- 국무총리표창 (최우수상): 경상남도 창원시, 한국도로공사, 포스코 ICT
- 행정안전부장관표창: 광주광역시 북구, 서울특별시 동대문구, 울산교육청, 제주특별자치도 제주시, 충청북도 진천군, 인천환경공단
- 매경미디어그룹회장상: 부산광역시, 울산광역시, 한국수자원공사, 롯데월드
- booz&co. CEO상: 국토해양부, 하나은행, 한국투자증권

## 기타 사항
- 2012년~2014년 사이에는 대통령표창, 국무총리표창, 행정안전부장관표창, 매경미디어그룹회장상이었으나, 2015년 이후에는 대통령상, 국무총리상, 행정안전부장관상, 매경미디어그룹회장상으로 변경

## 참고
1. ↑  제4회 대한민국 지식대상 大賞에 삼성전자·환경부, 매일경제, 2015년 10월 7일 작성, 2016년 10월 5일 확인
2. ↑  제3회 대한민국 지식대상 대통령 표창 충청남도·희림종합건축사사무소, 매일경제, 2014년 9월 10일 작성, 2016년 10월 5일 확인
3. ↑  제2회 대한민국 지식대상 수상기업, 매일경제, 2013년 9월 3일 작성, 2016년 10월 5일 확인
4. ↑  현대오일뱅크·해양경찰청, 제1회 대한민국 지식대상 대통령 표창, 매일경제, 2012년 9월 9일 작성, 2016년 10월 5일 확인